# Дейнека Олександр Олександрович
Олександр Олександрович ́Дейне́ка (Дейнеко; рос. Александр Александрович Дейнека; 20 травня 1899, Курськ — 12 червня 1969, Москва) — російський радянський живописець, графік, скульптор та педагог (професор з 1940 року); член Спілки художників СРСР, дійсний член Академії мистецтв СРСР з 1947 року та її віцепрезидент у 1962—1966 роках; член-кореспондент Академії мистецтв Німецької Демократичної Республіки з 1964 року.

## Біографія
Народився 8 [20] травня 1899 року в місті Курську (тепер Росія) в сім'ї працівників залізниці. Сім'я мешкала в Курську в будинку на вулиці Белевцевській, № 34, 2-й поверх, квартира № 5. З 1914 року навчався у Курському першому вищому початковому училищі, одночасно відвідував художню студію, організовану Василем Голіковим, Михайлом Якименко-Забугою. У 1915—1917 роках продовжив здобувати освіту у Харківському художньому училищі, де був учнем Михайла Пестрикова, Олександра Любімова.
Після Лютневої революції в Росії заняття в училищі припинилися. На початку 1918 року повернувся до Курська, де був інструктором Губернської народної освіти, завідував Художньою секцією, оформляв свята. Того ж року працював фотографом в карному розшуці, викладав малювання в жіночій гімназії, оформляв агітпоїзди, театральні постановки, зокрема Курського драматичного театру. З 20 вересня по 19 листопада 1919 року брав участь у боях під Курськом, як солдат укріпленого району. У тому ж році працював художником при Губернському військовому комісаріаті, оформлював агітаційні заходи, співпрацював із Курським відділенням Російського телеграфного агентства.
З 1920-х років — у Москві. У 1920—1925 роках навчався на поліграфічному факультеті у Вищих художньо-технічних майстернях, був учнем Володимира Фаворського та Гната Нівінського. У 1925—1927 роках — член Товариства художників-станковистів (один із його організаторів); у 1928—1930 роках — художнього об'єднання «Октябрь»; у 1931—1932 роках — Російської асоціації пролетарських художників.
Викладав у Москві: протягом 1928—1930 років у Вищому художньо-технічному, у 1928—1934 роках — поліграфічному, у 1934—1946 роках — Художньому, у 1945—1952 роках — Прикладного та декоративного мистецтва, у 1953—1957 роках — Архітектурному та у 1957—1963 роках — знову в Художньому інститутах. Серед учнів: Павло Аверков, Федір Волошко, Віталій Горяєв, Оксана Грудзинська, Микола Денисов, Валентина Деопік, Дмитро Домогацький, Борис Дятлов, Тетяна Єрьоміна, Елеонора Жаренова, Володимир Іллющенко, Аркадій Інтезаров, Енвер Ішмаметов, Леонід Карнаухов, Олександр Комаров Юлія Укадер.
Протягом 1934—1935 років відвідав Сполучені Штати Америки, Францію, Італію; у 1945 році — Німеччину. Член КПРС з 1960 року.

Надгробний пам'ятник.

З 1951 по 1969 рік мешкав у Москві на вулиці Горького, № 25. Помер в Москві 12 червня 1969 року. Похований в Москві на Новодівичому цвинтарі (ділянка № 7).

## Творчість
Працював у галузях станкового (автор тематичних картин на індустріальну, спорту, історичну теми, портретів, пейзажів, натюрмортів) і монументально-декоративного живопису, станкової та журнальної графіки. Автор багатьох політичних плакатів і карикатур. З 1923 року допочатку 1930-х років велика кількість його малюнків друкувалася в журналах «Прожектор», «Красная Нива», «Даешь», «Безбожник», «Безбожник біля верстата». Серед робіт:
живопис
жанрові полотна
- «Футбол» (1924);
- «Перед спуском в шахту» (1925, Третьяковська галерея)[13];
- «На будівництві нових цехів» (1926, Третьяковська галерея)[13];
- «Текстильниці» (1927, Державний Російський музей)[13];
- «Оборона Петрограда» (1928, Центральний музей Збройних Сил Російської Федерації; портор — 1964, Третьяковська галерея)[18];
- «Дівчина на балконі»/«На балконі» (1931; Перша премія на Міжнародній виставці в Піттсбурзі, 1932)[14];
- «Дівчинка біля вікна» (1931);
- «Найманець інтервентів» (1931);
- «Гра в мяч» (1932, Третьяковська галерея)[13];
- «Мати» (1932, Третьяковська галерея)[13];
- «Полудень» (1932);
- «Безробітні у Берліні» (1932, Третьяковська галерея)[17];
- «Біг» (1932—1933, Державний Російський музей)[13];
- «Нічний пейзаж з кіньми і сухими травами» (1933);
- «Дівчата, що купаються»/«Купальниці» (1933, Третьяковська галерея)[17];
- «У штабі білих. На допиті»/«Допит більшовика» (1933, Державний Російський музей)[17];
- «Колгоспна бригада» (1934, Державний Російський музей)[17];
- «Парашутист над морем» (1934);
- «Донбас. В обідню перерву» (1935, Латвійський національний художній музей);
- «Вулиця в Римі» (1935, Третьяковська галерея)[17];
- «Італійські робітники на велосипедах» (1935, Державний Російський музей)[17];
- «Дорога в Маунт-Вернон» (1935, Астраханська картинна галерея імені П. М. Догадіна)[17];
- «Парижанка» (1935, Державний Російський музей)[17];
- «Філадельфія. Стара площа» (1935, Державний Російський музей)[17];
- «Негритянський концерт» (1935, Державний Російський музей)[17];
- «Юнак негр» (1935, Державний Російський музей)[17];
- «Микитка — перший російський „літун“» (1936, Третьяковська галерея; повторення — 1940, Російський державний музей історії релігії, Санкт-Петербург)[17];
- «Майбутні льотчики» (1938, Третьяковська галерея)[13];
- «Лівий марш» (1940);
- «Околиця Москви. Листопад 1941 року» (1941, Третьяковська галерея)[13];
- «Лівий марш» (1941, Державний літературний музей)[17];
- «Оборона Севастополя» (1942, Державний Російський музей)[13];
- «Згоріле село» (1942, Державний Російський музей)[17];
- «Збитий ас» (1943, Державний Російський музей)[17];
- «Роздолля» (1944, Державний Російський музей)[17];
- «В окупації» (1944, Курська картинна галерея)[17];
- «Берлін у день підписання декларації» (1945, темпера)[17];
- «Донбас» (1947);
- «Естафета по кільцю Б.» (1947, Третьяковська галерея)[17];
- «На просторах підмосковних будівництв» (1949, Третьяковська галерея)[13];
- «Тракторист» (1956, Державний Російський музей)[13];
- «У Севастополі» (1956, Третьяковська галерея)[17];
- «Біля моря» (1956—1957, Державний Російський музей)[13];
- «Ковалі» (1957);
- «21 січня 1924» (1958—1959);
- «Жовтневі гасла миру біля Нарвської застави» (1960);
- «Хокей» (1961);
- «Юність» (1961);
- «Великий початок» (1962);
- «Баскетбол» (1964);
- «На півдні» (1966);
- «Усі прапори в гості летять до нас» (1968);

портрети
- «Дівчина з книгою» (1934, Державний Російський музей);
- «С. І. Л. у солом'яному капелюсі» (1936, Державний Російський музей);
- «С. І. Л.» (1938);
- «В. В. Маяковський в „РОСТА“» (1941, Державний літературний музей);
- «Портрет художника Костянтина Вялова» (1942)[19];
- «Мірель Шагінян» (1944);
- «Портрет архітектора Тамари Мілешиної» (1955, Курська картинна галерея)[20];
- «Юний конструктор» (1966);
- «Молодий інженер» (1966, Курська картинна галерея);

натюрморти
- «Натюрморт з дичиною» (1938);
- «Натюрморт» 1940, (Державний Російський музей);
- «Гладіолуси з горобиною» (1949);
- «Полуниця» (1955);

пейзажі
- «Після дощу» (1925);
- «Полудень» (1932, Державний Російський музей),
- «Над безкрайніми просторами» (1934, Національний художній музей імені Мікалоюса Константінаса Чюрльоніса);
- «Під Курськом. Річка Тускор» (1940, Третьяковська галерея).

графіка
станкова графіка;
- «Волейбол» (1927, акварель, туш; Третьяковська галерея);
- «Потяг пройшов» (1930, акварель; Державний Російський музей);
- «Дівчина біля вікна. Зима» (1931, туш, білило; Третьяковська галерея);
- «Радгосп. Нові будинки» (1932, акварель; Державний Російський музей);
- «Вечір» (1934, акварель; Третьяковська галерея);
- «Вікно в майстерні» (1939, акварель, гуаш);
- серії
  - «Севастополь» (1932—1934, акварель, гуаш; частина у Третьяковській галереї);
  - за поїздками в Італію, Францію та Сполучені Штати Америки (1935)[17]:
    - «Площа в Римі» (акварель, Третьяковська галерея);
    - «Стадіон у Римі» (акварель, гуаш, Державний Російський музей);
    - «Італійська вулиця» (акварель, гуаш, Третьяковська галерея);
    - «Монахи в червоному» (акварель, гуаш, Третьяковська галерея);
    - «США. Придорожня реклама» (акварель, гуаш, Державний Російський музей);
    - «Негритянський бурліск» (кольововий картон);
    - «Париж. Площа Згоди» (акварель, гуаш, Державний Російський музей);
    - «Тюїльрі» (акварель, гуаш, Третьяковська галерея);

  - «Москва військова» (1941—1946, гуаш, темпера, вугілля; Третьяковська галерея);
  - «Дороги війни» (1942, сангіна; частина в Державному Російському музеї);
  - «Берлін» (1945, акварель, гуаш, картон; частина в Третьяковській галереї і Державному Російському музеї)[17];
  - «Юність у боротьбі» (1957, туш; вперше відтворені в журналі «Юність», 1957 № 11);
  - «40 років ВЛКСМ» (1959, чорна акварель);
  - «По Італії» (1961—1966, акварель)[17];
  - «По Франції» (1961—1966, акварель)[17].

карикатури
- «Христове військо в поході» (1925);
- «Молитва „непмана“» (1926);
- «Трійка» (1926);
- «Оперетта» (1927).

плакати
- «Паровоз — Гришка у ворота Вибігає на парах. Бережись…» (1920)[10];
- «Механізуємо Денбас!» (1930)[13];
- «Китай на шляху звільнення від імперіалізму» (1930)[13];
- «Треба самим стати фахівцями» (1931)[17];
- «Вікно Ізгізу. Плакат-газета № 30. Повний хід» (1932)[10];
- Фізкультурниця" (1933)[17];
- «Здоровий дух вимагає здорового тіла» (1939)[17];
- «По всій країні від краю і до краю встає на пост подруга бойова» (1941)[17].

ілюстрації до книг
- «У вогні» Анрі Барбюса (1927 і 1935, оригінали туш, 1934, частина — в Державному центральному музеї сучасної історії Росії);
- «1 Травня» Агнії Барто (1928, оригінали — акварель, Третьяковська галерея);
- «Кутерьма» Миколи Асєєва (1931);
- «Історія Казанської залізниці» (1935);
- «Наша авіація» Іллі Мазурука;
- «Через полюс в Америку» Георгія Байдукова (вийшла в світ у 1938 році)[8].

скульптура
- «Хлопчик, який стрибає у воду» (1939, бронза);
- «Конькобіженець» (1940, бронза);
- «Естафета» (1945, бронза; Всесоюхний художньо-виробничий комбінат[13]);
- «Сто метрівка» (1947, бронза);
- «Боксер» (1947, дерево);
- «Біля води» (1952, бронза);
- «Після забігу» (1954, порцеляна).

оформив вистави
- «Лазня» Володимира Маяковського (1930, Державний театр імені Всеволода Мейєрхольда, Москва);
- «День народження» братів Тур (1945, Центральний театр Радянської армії).

монументальне мистецтво
- панно і розписи:
  - «Громадянська авіація» для фабрики кухні у Філях в Москві (1932, олія);
  - «Крос» та «Фізкультурний парад» в Будинку Червоної армії у Мінську (1938, олія);
  - Центрального академічного театру Радянської армії у Москві (1940);
  - Челябінського театру опери та балету (1952—1953);
  - «Відкриття колгоспної ГЕС» на Головному павільйоні Всесоюзної сільськогосподарської виставки у Москві (1954, темпера);
  - Виставки досягненнь народного господарства СРСР у Москві (1957);
- ескіз фризу для конференцзалу будівлі Наркомзему (1934, темпера; зберігся фрагмент «Розмова колгоспної бригади»);
- оформлення радянських павільйонів на всесвітніх виставках у Парижі 1937 року (панно «Стаханівці»/«Знатні люди Країни Рад», олія[f]) та Брюсселі 1958 року («Мирні будови» та «За мир у всьому світі»);
- плафони «Літній крос» (1937, темпера; фоє Центрального театру Червоної армії) та «Лижний пробіг Улан-Уде — Москва»/«Перехід лижниць-буряток від Улан-Уде до Москви» у павільйоні «Далекий Схід» на Всесоюзній сільськогосподарській виставці (1939, темпера);
- фрески «Суперечка на межі» і «Селянське повстання 1905 року» у розділі «Нове у селі» Всесоюзної сільськогосподарської виставки (1939);
- вітраж «Баскетбол» (1964);

- мозаїки[g]:
  - мозаїчні плафони на станціях Московського метрополітену:
    - «Комсомольська» (1938);
    - «Маяковська», підземний вестибюль — 35 тематичних композицій «Доба Країни Рад» (1938, смальта);
    - «Новокузнецька» — на тему «Москва — Донбас» (1940—1941, смальта; встановлені в 1943 році у зовнішньому та підземному вестибюлях станції);

  - фризи з портретами видатних учених у бідівлі Московського державного університету (1951—1953, флорентійська мозаїка);
  - «Біг» (1947, смальта), «Ранок» (1949), «Лижники» (1949, флорентійська мозаїка), «Добрий ранок» (1959—1960, смальта; Третьяковська галерея), «Хокеїсти» (1960, смальта), «Люди Країни Рад» (1961)[21], «Доярка» (1962, керамічна плитка, смальта), «Червоногвардієць» (1962, флорентійська мозаїка);
  - геральдичний фриз[h] для головного фоє Палацу з'їздів у Московському кремлі (1960—1961, смальта);

Крім згаданих музеїв, картини, графіка, скульптура і плакати митця знаходяться в зібраннях Національного музею «Київська картинна галерея», Інституту російського реалістичного мистецтва, Державної російської бібліотеки, регіональних музеях і приватних колекціях.

### Виставки
Брав участь у художніх виставках
в СРСР
- Перша дискусійна виставкака об'єднань активного революційного мистецтва (1924, Москва, вулиця Тверська, № 54)[22];
- «Плакат на службі п'ятирічки» (1932, Москва, приміщення Третьяковської галереї);
- «Художники РРФСР за 15 років. 1917—1932» (1932—1933, Ленінград, Москва)[8];

за кордоном
- «Мистецтво книги» 1927 року у Лейпцигу і 1931 року у Парижі;
- Міжнародних бієнале у Венеції у 1928, 1930, 1932, 1934, 1956, 1970 роках;
- Міжнародній виставці плакатау 1932 у Льєжі;
- Всесвітніх у 1937 році у Парижі, у 1939 році у Нью-Йорку, у 1958 році у Брюсселі, у 1967 році в Монреалі і у 1970 році в Осаці.

Також його виставки проходили у Франції у 1925, 1961 роках; Нідерландах у 1929 році; Сполучених Штатах Америки у 1932, 1933, 1934, 1935 роках; Данії у 1933, 1934 роках; Польщі у 1933 році; Великій Британії у 1934, 1961 роках; Болгарському царстві і Народній Республіці Болгарії у 1936, 1947 роках; Норвегії у 1935, 1938 роках; Австрії у 1947 році; Кубі у 1947 році; Чехословаччині у 1947 році, Німецькій Демократичній Республіці у 1949, 1964 роках; Угорщині у 1949 році; Румунії у 1960 році.
Персональні виставки пройшли у Москві у 1935, 1943, 1957, 1966 та 1969 роках, у Ленінграді у 1936, 1957 та 1970 роках, Курську у 1966 році Києві та Ризі у 1967 році
Рига), у Венеції у 1971 році.

### Публікації
Автор численних статей та питань мистецтва, зокрема:
- «До питання про монументальне мистецтво» («Искусство», 1934, № 4, с. 3—5);
- «Творче відрядження» («Искусство», 1935 № 1, с. 157—161);
- «Моя поїздка за кордон» («Творчество», 1936 № 1, с. 9—10);
- «Нові художники» («Искусство», 1938, № 5, с. 59—72);
- «Художники в метро» («Искусство», 1938 № 6, с. 75—80);
- «Мозаїка метро» («Творчество», 1938 № 11, с. 14—17);
- «В. Маяковський» («Искусство», 1940, № 3, с. 50—52);
- «Художник в архітектурі» («Известия», 18 січня 1941);
- «Перекличка з минулим» («Огонёк», 1941, № 8, с. 19);
- «До питання про монументально-декоративний живопис» (Монументально-декоративне і декоративно-прикладне мистецтво. Збірка статей. Москва, АМ СРСР, 1951, с. 43—56);
- «Розмова про улюблену справу» («Юність», 1957 № 8, с. 65—66);
- «Молоде мистецтво» («Известия», 17 вересня 1958);
- «За велику тему в мистецтві» («Огонёк», 1958 № 46, с. 8);
- «Мистецтво великих форм» («Декоративное искусство СССР», 1959 № 11, с. 13—20);
- «Ф. Решетников» («Искусство», 1959 № 10, с. 30—33);
- «Творче життя. Виставка О. Осмьоркіна» («Творчество», 1959 № 12, с. 12—14);
- «М. Сар'ян» («Огонёк», 1960 № 9, с. 30);
- «Мистецтві нашому рости і рости. Нотатки художника» («Огонёк», 1960, № 41, с. 16—17)
- «З моєї робочої практики». Москва, 1961, 79 с.;
- «Вчіться малювати. Бесіди з вивчаючи малювання». Москва, 1961, 224 с;
- «Про почуття нового» («Художник и современность». Збірка. Москва, 1961, с. 233—245);
- «Роль декоративно-прикладного мистецтва в естетичному вихованні народу» («Коммунистическое строительство и задачи советского изобразительного искусства». Збірка. Москва, 1961, с. 39—49);
- «Високе, світле мистецтво — народу» («Известия», 3 грудня 1961);
- «Монументалісти, вперед!» («Декоративное искусство СССР», 1962, № 6, с. 1—3);
- Жива традиція («Правда», 4 березня 1964);
- «Слово про Кончаловського» («Огонёк», 1966, № 9, с. 8—9);
- «Як я писав „Оборону Петрограда“» («Художник», 1967, № 5, с. 33—34);
- «Життя, мистецтво, час» («Огонёк», 1967, № 45, с. 17).

## Відзнаки
- Нагороджений:
  - орденом Трудового Червоного Прапора;
  - медаллю «За оборону Москви»[23];
  - золотою медаллю Академії мистецтв СРСР (1961, за мозаїку «Добрий ранок»)[17];
- Ленінська премія (1964, за мозаїки «Добрий ранок», «Хокеїсти», «Доярка», «Червоногвардієць»)[17];
- Герой Соціалістичної Праці (Указ Президії Верховної Ради СРСР від 10 червня 1969 року; за великі заслуги в розвитку радянського образотворчого мистецтва, плідну громадську та педагогічну діяльність і в зв'язку з сімдесятиріччя з дня народження). Вручені орден Леніна та медаль «Серп і Молот»;

почесні звання
- Заслужений діяч мистецтв РРФСР (1945);
- Народний художник РРФСР (1959);
- Народний художник СРСР (1963).

## Вшанування пам'яті
- Ім'я художника носять:
  - вулиця в Курську (з 1976 року)[24];
  - Курська картинна галерея[24];

Погруддя в Курську.

  - астероїд 9514 Дейнека відкритий 19 вересня 1973 року[25].
- У Курську художнику встановлене погруддя.
- В Москві, на будику на вулиці Тверській, № 25, де мешкав і працював художник, на його честь встановлено меморіальну дошку[15].

## Виноски
1. ↑  До середини 1930 років у деяких документах зустрічається Дейнеко, зокрема у закордонному паспорті, виданому в 1935 році[6].
2. ↑  Будинок не зберігся; знаходився на розі нинішніх вулиць Челюскінців і Льва Толстого[9].
3. ↑  Після зайняття Курська загонами Білої армії Атона Денікіна.
4. ↑  Його директор в 1945—1948 роках.
5. ↑  Очолював творчу майстерню монументального живопису.[7]
6. ↑  Отримав велику золоту медаль.

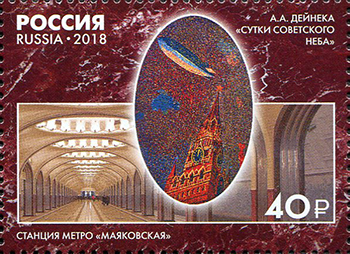
Фрагмент мозаїки «Доба радянського неба» на станції метро «Маяковській» на поштовій марці Росії, випущеній у 2018 році.

7. ↑  Виконані за ескізами Олександра Дейнеки та під його керівництвом.
8. ↑  Зображення гербів усіх союзних республік.